# Bão cát

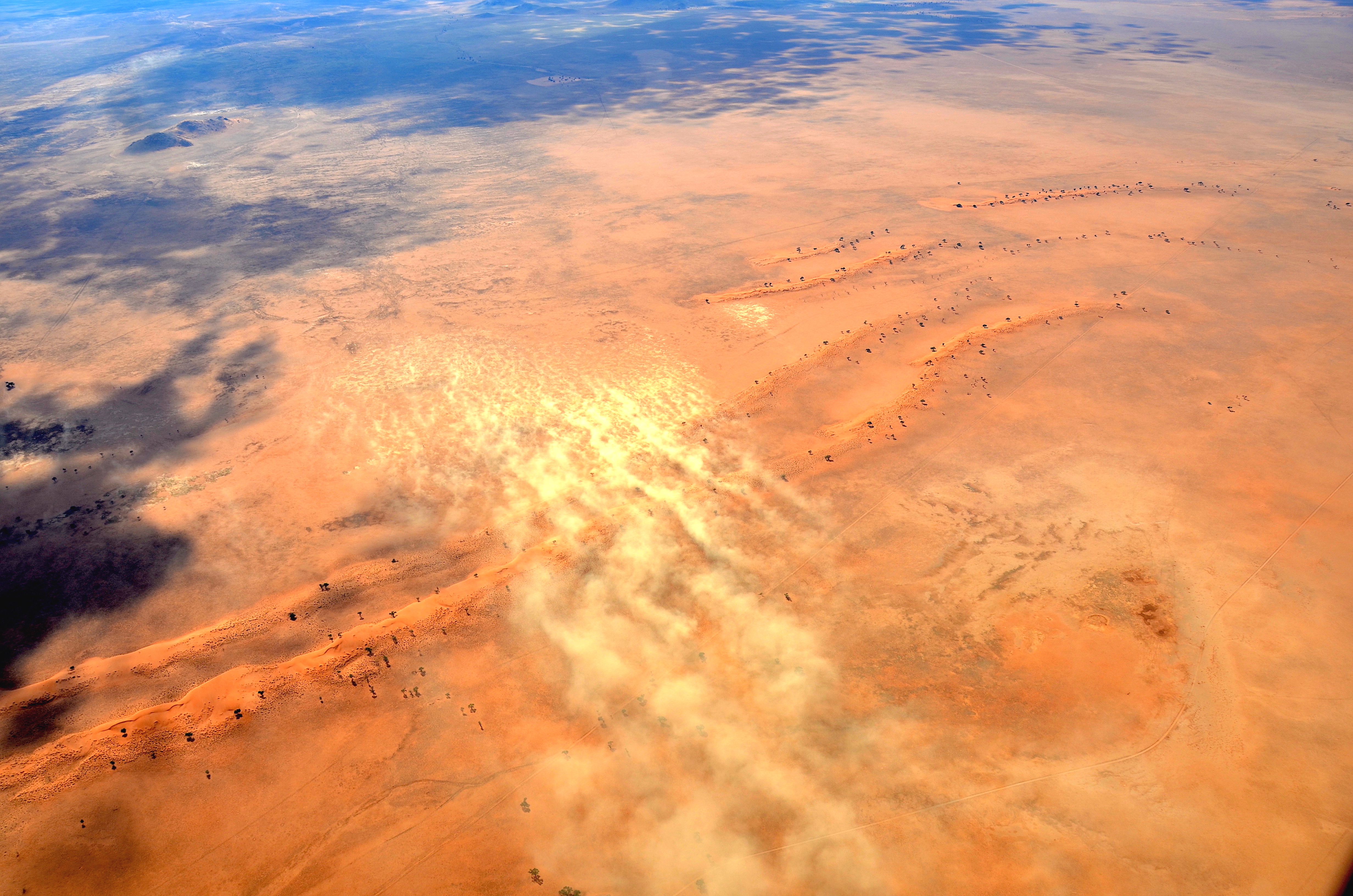
Nhìn từ trên cao, một cơn bão cát có thể trông không mạnh như thực tế. Sa mạc Namib (2017)

Bão cát hay bão bụi là một hiện tượng khí tượng phổ biến ở các vùng khô hạn hoặc bán khô hạn. Các đợt bão cát phát sinh khi một cơn gió thật mạnh bốc lớp bụi và cát lên khỏi bề mặt khô cằn. Các hạt này được vận chuyển theo các phương thức nhảy cóc và lơ lửng, đó là quá trình mang các vật liệu từ một nơi này đến tích tụ một nơi khác.
Sa mạc Sahara và các vùng đất khô quanh bán đảo Ả Rập là các nguồn lục địa chính của các trận bão bụi. Cũng có một số nguồn từ Iran, Pakistan và Ấn Độ đưa vào biển Ả Rập, và các trận bão bụi lớn ở Trung Quốc mang bụi tích tụ trong Thái Bình Dương. Cũng có tranh luận gần đây rằng, việc quản lý kém các vùng đất khô trên Trái Đất như không quản lý các vùng đất hoang hóa, làm gia tăng quy mô các trận bão bụi và thường từ các rìa của hoang mạc và làm thay đổi cả khí hậu khu vực và khí hậu toàn cầu, và cũng ảnh hưởng đến kinh tế địa phương.
Bão cát thường dùng để chỉ các hoang mạc cát hay sa mạc, đặc biệt là ở sa mạc Sahara, hoặc những nơi mà lớp phủ chủ yếu là cát. Bão bụi thường dùng để chỉ các hạt mang trong cơn bão chủ yếu là hạt mịn hơn cát và các hạt này thường được mang đi khoảng cách xa, đặc biệt khi bụi này ảnh hưởng đến các vùng đô thị, ví dụ như bão cát vàng.

## Bão và thiệt hại lớn
Bão cát là loại hình thiên tai dễ gặp và có khả năng gây nhiều thiệt hại về người và của nhất. Bão cát thường xuất hiện ở các hoang mạc khu vực Bắc Phi và bán đảo Arab. Vào năm 1805, khoảng 2.000 người cùng 1.800 con lạc đà đã bị bão cát chôn vùi khi vận chuyển hàng.
Năm 525 trước Công nguyên, cả một đội quân hùng mạnh gồm 50.000 lính của quốc vương Ba Tư Cambises II đã gặp bão cát và hy sinh khi còn chưa tới chiến trường.
Năm 1969, bão cát đã đưa đất đá và bụi từ Nga sang tận Na Uy. Những hạt cát có nhiệt độ tới 50 độ C có thể gây ngất xỉu, hôn mê cho những người chẳng may gặp chúng.
Các nhà môi trường cho hay, trong những năm gần đây bão cát xảy ra nhiều hơn gấp 10 lần so với 50 năm trước. Chỉ tính riêng tại Mauritius, năm 1960 chỉ có 2 trận bão cát, trong khi ngày nay có hơn 80 trận bão cát mỗi năm.
Các quan chức tại Ấn Độ nói rằng cơn bão đã tàn phá nhiều hơn những cơn bão cát trước, cơn bão mạnh hơn mang nhiều mảnh vụn hơn, gây ra nhiều thiệt hại cho nhà và công trình, và vì nó xảy ra vào ban đêm, khi hầu hết mọi người đều ngủ và không thể đề phòng, khiến nhiều người thiệt mạng hoặc bị thương bởi các mảnh vỡ rơi xuống. Hầu hết các thiệt hại và tử vong liên quan đến gió lớn, chứ không phải là do cát. Tại Rajasthan, nguồn cung cấp điện bị gián đoạn bởi 200-300 cột điện bị đổ, và các trường học đã bị đóng cửa ở quận Alwar. Chính quyền Uttar Pradesh (Ấn Độ) đã thông báo bồi thường cho người thân của những người thiệt mạng lên đến INR 4 lakh(US$6.200).

## Bão bụi tại Úc 2009
Năm 2009, một trận bão bụi lướt qua các tiểu bang của Úc là New South Wales và Queensland từ 22-24 tháng 9. Thủ đô, Canberra, trải qua trận bão bụi ngày 22 tháng 9, và vào ngày 23 tháng 9 cơn bão đến được Sydney và Brisbane.
Trận bão bụi tệ hại nhất trong 70 năm che phủ vùng duyên hải phía Đông đông đảo dân cư của Úc ngày 23/9, khiến phi trường lớn nhất của xứ này gần như tê liệt và hằng triệu người trên đường phố phải ho sặc sụa. Thành phố Sydney chứng kiến một buổi hoàng hôn màu cam kỳ quái trong khi màn bụi dày đặc giăng phủ suốt đêm. Mây bụi thổi về hướng Đông từ vùng nội địa khô cằn, nơi đây đang trải qua đợt hạn hán tệ hại nhất trong lịch sử. Bụi từ mặt đất bị cuốn lên cao theo gió bay xa hằng trăm dặm, che phủ hằng chục thị trấn và thành phố của hai tiểu bang. Bụi đất bay xa hơn về hướng Bắc khiến thủ phủ Brisbane của tiểu bang Queensland đến lượt phải chịu cảnh mịt mờ lúc chập tối. Bão bụi dày đặc như lần này hiếm khi xảy ra ở Sydney, trong khi toàn châu Úc cũng đang trải qua đợt thời tiết bất thường vào những ngày vừa qua. Đồng thời, cơn dông mưa đá trút xuống nhiều nơi, trong khi ở chỗ khác đợt nắng nóng và lửa rừng mùa xuân đến sớm hơn lệ thường. Bầu trời toàn là một màu đỏ rực.
Không có ai bị thương nhưng văn phòng dịch vụ cấp cứu báo cáo nói số người gọi khẩn cấp than phiền bị khó thở gia tăng, đồng thời cảnh sát kêu gọi mọi người chạy xe thong thả. Những ai bị bệnh suyễn hay bệnh liên quan về tim và phổi được khuyên nên ở trong nhà, đồng thời nên để sẵn thuốc men và dụng cụ trợ thở.

## Cách nhận biết
Trước khi bão cát đến, không gian thường bất ngờ tĩnh lặng. Gió cát át hẳn mọi âm thanh khiến không khí trở nên ngột ngạt. Một đám bụi nhỏ xuất hiện ở đường chân trời nhưng nó lớn dần với tốc độ chóng mặt. Tốc độ gió trong bão cát có thể lên tới 150–200 km/h. Cát bụi bị cuốn lên cao tới 1,5 km.

## Cách phòng tránh, ứng phó với bão cát
Khi gặp bão cát, việc đầu tiên là phải thật bình tĩnh, sử dụng áo để che cơ quan hô hấp nếu không bạn sẽ chết ngạt. Kế đến đừng bao giờ cố chạy thoát khỏi cơn bão bởi nó rộng hàng ngàn ki-lô-mét và kéo dài trong nhiều giờ. Bạn sẽ kiệt sức trước khi thoát được ra ngoài. Hãy ngồi xuống, ngược với hướng gió để bảo vệ mũi và miệng. Trong trường hợp kiếm được tảng đá hoặc bất cứ thứ gì để núp gió là tốt nhất. Lúc đó hãy nằm yên chờ bão tan.